# Fredric Sundell
Axel Fredric Emanuel Sundell, född 26 februari 1830 i Stockholm, död 11 oktober 1906 i Visby, var en svensk spegelfabrikör, glasmästare och ornamentsbildhuggare
Sundell var från 1854 gift med Maria Sophia Carolina Lönnberg och far till skulptören Rudolph Sundell.